# Трипаносома
Трипаносо́ма (Trypanosoma) — рід паразитичних найпростіших класу кінетопластид. Розміри від 12 до 100 мкм. Паразити крові та тканин хребетних, часто спричинюють тяжкі захворювання — трипаносомози, серед яких найнебезпечнішими є сонна хвороба людини й хвороба Шагаса рогатої худоби, а також хвороби Нагана (збудник — Trypanosoma brucei), Сурра, Су-ауру.

## Окремі види
На сьогодні[коли?] відомі такі види цього роду:

T. acanthobramae, T. agouchyi, T. aligaricum, T. avium, T. balbianii, T. balistes, T. barbari, T. batrachi,
T. blanchardii,T. boyli, T. brucei, T. bufophlebotomi, T. calmettei, T. centropi, T. citelli, T. clariae, T. clozeli, T. cobitis,
 T. cruzi, T. cuculli, T. danilewskyi, T. denysi, T. duttonii, T. eberthi, T. elephantis, T. elongatum, T. equiperdum,
 T. euphorbiae, T. evansi, T. evotomys, T. gachuii, T. gallayi, T. gambiense, T. garruli, T. granulosum, T. grewali, 
T. grobbeni, T. grosi, T. gymnorhidis, T. hippicum, T. humboldti, T. hylea, T. hypostomi, T. ichneumoni, T. ingens,
 T. ixobrychi, T. lagonostictae, T. leporis-sylvaticus, T. lewisii, T. liothricis, T. lobivenelli, T. marathwadense, T. martini,
 T. microti, T. minasense, T. montezumae, T. mukundi, T. muscae, T. musculi, T. neinavana, T. neotomae,
 T. nicolleorum, T. ninaekohlyakimovae, T. occidentale, T. peromysci, T. piscium, T. platydactyli, T. polyplectri,
 T. pontyi, T. primeti, T. puntii, T. rabinowitschae, T. rajae, T. rayi, T. remaki, T. rotatorium, T. rupicoli, T. rutherfordii,
 T. sanguinis, T. scelopori, T. scyllii, T. scylliumi, T. serveti, T. soleae, T. soricis, T. toddii, T. triatomae, T. tropidonoti, 
 T. turdoidis, T. ugandense, T. venezuelense, T. vespertilionis, T. vittatae, T. vivax, T. winchesiense[джерело?].

## Будова
Клітини видовжені та звужені на кінцях. Розміри від 12 до 100 мкм. Посередині тіла розташоване ядро, а на задньому кінці — блефаробласт і базальне тільце, від якого починається джгутик. Між пелікулою та джгутиком є перетинка, так звана ундулююча мембрана, за допомогою якої трипаносома здатна рухатись у в'язкій крові, лімфі та спинномозковій рідині. Біля джгутика в клітині розташована органела мітохондріальної природи — кінетопласт, дуже багата ДНК. Розмножуються трипаносоми поздовжнім діленням, статевий процес відсутній. У циклі розвитку характерна зміна кількох морфологічних стадій:
- Трипомастигота має видовжену форму, довгий джгутик, ундулюючу мембрану, здатна рухатись — паразит хребетних хазяїв, становить для них інвазивну стадію
- Епімастигота схожа на трипомастиготу, але джгутик короткий, ундулююча мембрана виражена погано, існує тільки в організмі переносника, здатна перетворюватись на трипомастиготу
- Амастигота нерухома, ундулююча мембрана та джгутик відсутні, паразитує в організмі хребетних, внутришньоклітинний паразит, здатна перетворюватись на трипомастиготу
- Метациклічна форма

## Особливості життєдіяльності
Трипаносоми здатні уникати імунологічних реакцій організму хазяїна завдяки генетично запрограмованому механізму зміни властивостей клітинної стінки. У відповідь на дію антитіл хазяїна такі зміни можуть повторюватись багаторазово, що зумовлює рецидиви хвороби. Переносниками трипаносом є кровосисні комахи: двокрилі — муха цеце —, та напівжорсткокрилі — клопи. Перенесення інфекції може відбуватись механічно на ротових органах комахи, крім того збудник може розмножуватись в тілі комахи мігруючи, після цього в слинні залози.

## Патогенез
Потрапивши в організм хребетних трипаносоми перші 9 — 10 діб розмножуються під шкірою, потім переносяться до лімфатичної системи, з якої потрапляють у кров, яка в свою чергу, розносить їх у всі тканини та органи. Переважно накопичуються у спинному та головному мозку. При цьому збудники руйнують тканини й клітини органів й отруюють організм своїми токсинами. Відбувається ураження клубочкового апарату нирок, у серці — крововиливи та некрози, у селезінці та печінці — дистрофічні зміни. Виявляються за допомогою світлової мікроскопії в мазках крові.